# Tian Zhenguang
Tian Zhenguang (chiń. upr. 田真光; pinyin Tián Zhēnguāng; ur. 5 grudnia 1993) – chiński zapaśnik w stylu wolnym. Zajął siedemnaste miejsce w mistrzostwach świata w 2015. Piąty na mistrzostwach Azji w 2015. Brązowy medalista igrzysk wojskowych w 2015; 2019 i wojskowych mistrzostw świata w 2008, 2014 i 2016 roku. 